# 上党梆子
上党梆子是山西四大梆子之一，流行于山西省东南的晋城、长治两市，曾被称为本地土戏、上党宫调、昆梆罗卷黄，1954年定名为上党梆子。